# Воскеван
Воскева́н (арм. Ոսկեվան) — село на севере Тавушской области Армении.
Главой сельской общины является Владимир Казинян.

## География
Село расположено на хребте Воскепар (с арм. «золотой танец») на высоте 930 м (по другим данным 900—950 м) над уровнем моря в 190 километрах от столицы, в 33 км к северо-востоку от административного центра и в 18 км от города Ноемберяна. В непосредственной близости находится село Баганис, чуть далее — Джуджеван и Коти. Граничит с селом Кушчу-Айрум Газахского района Азербайджанской Республики, находясь в 1 километре от него.
Климат умеренный, рельеф обрывчатый. Административная территория Воскевана — 1955 гектаров.

## История
Село Воскеван было основано около 650 лет назад, а название произошло от местности Воскеван. Население села пополнили приезжие из армянского (сейчас расположено в Ленингорском районе Южной Осетии) селения Вашловани, которые в связи с историческими событиями в конце XVIII века были беженцами из Карабаха, а в начале XIX века основались в нынешнем Воскеване.
В 1941 году на фронт Великой Отечественной войны ушли 312 воскеванцев, из которых 177 не вернулись. Житель села Ишхан Сарибекян получил звание Героя Советского Союза. На средства местных жителей в селе был установлен памятник погибшим в войне, а также памятник Андранику Озаняну.
В 1903 году в селе была построена церковь Св. Ованнеса, которая была переименована и которую отремонтировали в 2003 году на средства спонсора из Москвы — Артура Багряна и его супруги Гаяне, а также на их средства была перестроена спортивная школа при церкви.

## Карабахский конфликт
Во время Карабахского конфликта в деревне погибло шестеро человек: Сагател Хачикян, Роман Барсегян, Анушаван Мелконян, Юра Варданян, Арман Оганян, Вардан Маргарян, а Хачик Хачикян, которого азербайджанцы похитили в июне 1990 года, числится без вести пропавшим. Со стороны села Кушчу-Айрум велась стрельба из орудий и танковых стволов по сёлам Воскеван и Баганис. По имеющимся сведениям, готовилась эвакуация жителей сёл Воскеван и Барекамаван.
В 2005 году вблизи Воскевана на самой высокой точке горы Малый Элак на средства спонсора Анастаса Григоряна был установлен крест высотой 12,5 метров, посвящённый жертвам обороны села во время конфликта.
Весной 2006 года, из-за обострения ситуации на линии соприкосновения вооружённых сил Армении и Азербайджана, когда азербайджанская сторона почти ежедневного нарушала режим прекращения огня, посольство США в Армении просило своих граждан не посещать определённые районы Армении, в частности, призывало отказаться от поездок по участку Киранц-Баганис-Воскеван дороги Иджеван-Ноемберян, пролегающей вблизи линии соприкосновения.
Летом 2006 года вследствие поджога полей жителями села Кушчу-Айрум огонь распространился и стал причиной взрыва 46 мин на нейтральной полосе. Пострадавших не было.

## Население
В селе Воскеван находится 401 дом и 300 хозяйств.
| Год         | 1831 | 1897 | 1926 | 1939 | 1959 | 1970 | 1979 | 1989 | 2001 | 2004 | 2008 |
| ----------- | ---- | ---- | ---- | ---- | ---- | ---- | ---- | ---- | ---- | ---- | ---- |
| Численность | 534  | 1041 | 1204 | 1681 | 1186 | 1571 | 1495 | 1621 | 1381 | 1318 | 1405 |

## Экономика
Население занимается животноводством, садоводством, выращиванием табака, зерновых и кормовых культур. 
В селе есть средняя школа, рассчитанная на 620 мест, дом культуры, узел связи, медпункт, детский сад. 

## Известные уроженцы
- Сейран Пашоевич Алексанян
- Ашот Сейранович Алексанян[13]
- Арам Суренович Айрапетян[14]
- Сурен Саркисович Бабаджанян[15]
- Анастас Григорян
- Артур Багрян
- Роман Барсегян
- Юра Варданян
- Павел Казарян[16]
- Вардан Маргарян
- Анушаван Мелконян
- Арман Оганян
- Ишхан Сарибекян
- Тигран Владимирович Саркисян[17]
- Степа Сафарян[18]
- Вазген Сафарян[19]
- Сагател Хачикян
- Хачик Хачикян
- Рафик Алексанян